# Pelī Jīn
Pelī Jīn (persiska: پيلی جين, پِليجين, پيلَجين, پيلِه جين, پلی جين, Pīlī Jīn) är en ort i Iran.   Den ligger i provinsen Hamadan, i den nordvästra delen av landet, 230 km väster om huvudstaden Teheran. Pelī Jīn ligger 1 932 meter över havet och antalet invånare är 397.
Terrängen runt Pelī Jīn är platt åt nordväst, men åt sydost är den kuperad. Terrängen runt Pelī Jīn sluttar västerut.Runt Pelī Jīn är det ganska glesbefolkat, med 47 invånare per kvadratkilometer. Närmaste större samhälle är Razan, 16,1 km öster om Pelī Jīn. Trakten runt Pelī Jīn består i huvudsak av gräsmarker.